# World Badminton Grand Prix 1983/Mixed
Diese Liste enthält alle Finalisten im Mixed bei den World-Badminton-Grand-Prix-Turnieren 1983.

## Austragungsorte
| Turnier           | Ort                  | IBF-Wertungskategorie | Sieger                        | Finalist                        | Ergebnis            |
| ----------------- | -------------------- | --------------------- | ----------------------------- | ------------------------------- | ------------------- |
| Swedish Open      | Malmö                | Kategorie 3           | Thomas Kihlström Nora Perry   | Dipak Tailor Barbara Sutton     | 15:7, 15:1          |
| All England       | London               | Kategorie 1           | Thomas Kihlström Nora Perry   | Steen Skovgaard Anne Skovgaard  | 18:16, 11:15, 15:6  |
| Weltmeisterschaft | Kopenhagen, Dänemark | Kategorie 1           | Thomas Kihlström Nora Perry   | Steen Fladberg Pia Nielsen      | 15:1, 15:11         |
| Malaysia Open     | Kuala Lumpur         | Kategorie 4           | Martin Dew Nora Perry         | Christian Hadinata Ivanna Lie   | 5:15, 15:10, 15:6   |
| Indonesia Open    | Jakarta              | Kategorie 2           | Christian Hadinata Ivanna Lie | Martin Dew Gillian Gilks        | 18:17, 15:9         |
| Scandinavian Cup  | Lyngby, Dänemark     | Kategorie 4           | Martin Dew Gillian Gilks      | Mike Tredgett Karen Chapman     | 15:13, 15:12        |
| Canadian Open     | Ottawa               | Kategorie 4           | Mike Butler Claire Backhouse  | Lars Wengberg Johanne Falardeau | 14:18, 15:10, 17:15 |
| Grand Prix Finale | Jakarta              | –                     | nicht ausgetragen             | nicht ausgetragen               | nicht ausgetragen   |